# El Reino de Don Quijote
El Reino de Don Quijote fue un proyecto de complejo de ocio en el norte de Ciudad Real, Castilla-La Mancha (España), impulsado por Harrah’s Entertainment (actual Caesars Entertainment Corporation) y varios empresarios regionales. Se presentó en 2005 y la inauguración de su primera fase estaba prevista para 2008, pero nunca llegó a ponerse en marcha.
El complejo iba a ocupar 683 hectáreas y contemplaba la creación de un casino Caesars Palace, tres campos de golf, hoteles de cuatro y cinco estrellas, un centro de convenciones, un teatro con aforo para 3.000 espectadores, una comunidad residencial con unas 9.000 viviendas, un gran balneario y área de spa. En cuanto a su comunicación, los terrenos están situados a tres kilómetros del centro de la ciudad en dirección norte, por tanto a pocos minutos de la estación ferroviaria y del aeropuerto de Ciudad Real. Para su puesta en marcha se anunció una inversión de 6.500 millones de euros en los siguientes quince años.
El proyecto se paralizó en 2008 por el estallido de la crisis económica y la consecuente falta de financiación, que provocó la salida del grupo Harrah's. En 2011 la sociedad "Reino de Don Quijote" entró en concurso de acreedores y Caesars Entertainment reconoció haber perdido más de 27 millones de dólares, a la vez que anunció oficialmente su cancelación.

## Historia
En noviembre de 2005 el grupo Harrah’s Entertainment, propietario de los casinos Caesars Palace, confirmó que había llegado a un acuerdo con la Junta de Comunidades de Castilla-La Mancha (presidida entonces por José María Barreda) para levantar un gran complejo de ocio de 11,5 hectáreas al norte de Ciudad Real, una población con poco más de 70.000 habitantes. Según el presidente ejecutivo de Harrah's, Gary Loveman, este proyecto aspiraba a convertirse en una versión europea de Las Vegas con casinos, campos de golf y zonas residenciales. Para ello se creó una empresa conjunta entre Harrah’s Entertainment, con el 60% del capital, y la sociedad "Nueva Compañía de Casinos de El Reino de Don Quijote", con el 40% restante.
La sociedad "Reino de Don Quijote" estaba participada por catorce empresas públicas y privadas castellanomanchegas y su capital inicial era de 128 millones de euros. Su máximo accionista era la constructora Gedeco Avantis, presidida por Aurelio Álvarez, con un 60% de los títulos. La entidad pública Caja Castilla-La Mancha (CCM), encabezada por Juan Pedro Hernández Moltó, tenía el 12% y aportaba también como presidente de la sociedad a Francisco Hernanz Manzano, administrador de CCM Corporación. Entre los inversores también figuraban Domingo Díaz de Mera, dueño del Balonmano Ciudad Real, y Antonio Miguel Méndez Pozo, presidente del grupo Promecal y socio en el aeropuerto de Ciudad Real.
En cifras, los promotores estimaron la creación de 7.000 empleos directos en todo Ciudad Real y 11.000 indirectos en el resto de Castilla-La Mancha. La inversión inicial era de 567 millones de euros (340 por parte de Harrah's y el resto por parte de la sociedad local), y se prometió que uno de cada diez euros generados en la provincia corresponderían al complejo. Las instituciones públicas también dieron su apoyo explícito: el gobierno castellanomanchego declaró el proyecto de interés general, al igual que los grupos políticos presentes en la Junta de Comunidades (PSOE y PP) y el ayuntamiento. Y la caja de ahorros CCM lo financió con un préstamo de 24,5 millones de euros. En julio de 2006 la sociedad compró los terrenos por 236,2 millones, a través de la constructora Gedeco Avantis.
"Reino de Don Quijote" fijó el inicio de las construcciones a principios de 2008 y obtuvo la aprobación municipal del Plan de Actuación Urbanística, dividido en tres fases. Estaba previsto que la primera de todas ellas, que además incluía el primer casino Caesars Palace y el área de spa, estuviese lista para la inauguración a finales de 2010. La segunda y tercera fase se enfocaría en la creación de las zonas residenciales y de ocio. Para atraer más inversores se hizo hincapié en la situación geográfica de la localidad, su naturaleza y sus comunicaciones a través del futuro aeropuerto y de una estación de tren de alta velocidad (AVE).
Sin embargo, la situación de la sociedad se complicó con el estallido de la crisis económica de 2008, que en el caso español motivó también el estallido de la 'burbuja' inmobiliaria. En 2008, y sin que llegara a ponerse la primera piedra, Harrah’s Entertainment anunció que suspendía toda su inversión por la falta de financiación. A pesar de ello, la sociedad propietaria decidió continuar y realizó varias ampliaciones de capital. En 2009 el Banco de España intervino Caja Castilla-La Mancha, lo que motivó el cese de Francisco Hernanz y de Antonio Miguel Méndez. A enero de 2010, la entidad castellanomanchega mantenía una inversión por importe de 11,6 millones de euros y créditos por más de 27,5 millones.
Sin financiación de los bancos y con una deuda enorme, el golpe definitivo a su viabilidad se produjo en marzo de 2011 con la bancarrota de la constructora Gedego Avantis, el máximo accionista. La sociedad "Reino de Don Quijote" se declaró en concurso de acreedores en diciembre del mismo año, con una deuda de 41 millones al ayuntamiento de Ciudad Real. Del complejo solo quedan los solares y lo único que se pudo construir fue un campo de golf de nueve hoyos.
El grupo Caesars Entertainment reconoció, en un balance trimestral de 2011, pérdidas por valor de 27,1 millones de dólares «para amortizaciones como resultado del fin de un proyecto en desarrollo en España», en referencia a El Reino de Don Quijote. Andrew Tottenham, quien estuvo vinculado a esta obra como director de desarrollo europeo de Harrah's, fichó después como director general de Las Vegas Sands en Europa, empresa que comenzó a desarrollar el complejo Eurovegas en Alcorcón (Comunidad de Madrid).

## El complejo
Según los propios responsables de El Reino de Don Quijote, estaba prevista la creación de las siguientes instalaciones: un complejo de ocio con casino, un centro comercial de lujo, campos de golf, zona residencial y un área de spa.

### Caesars España Hotel & Casino

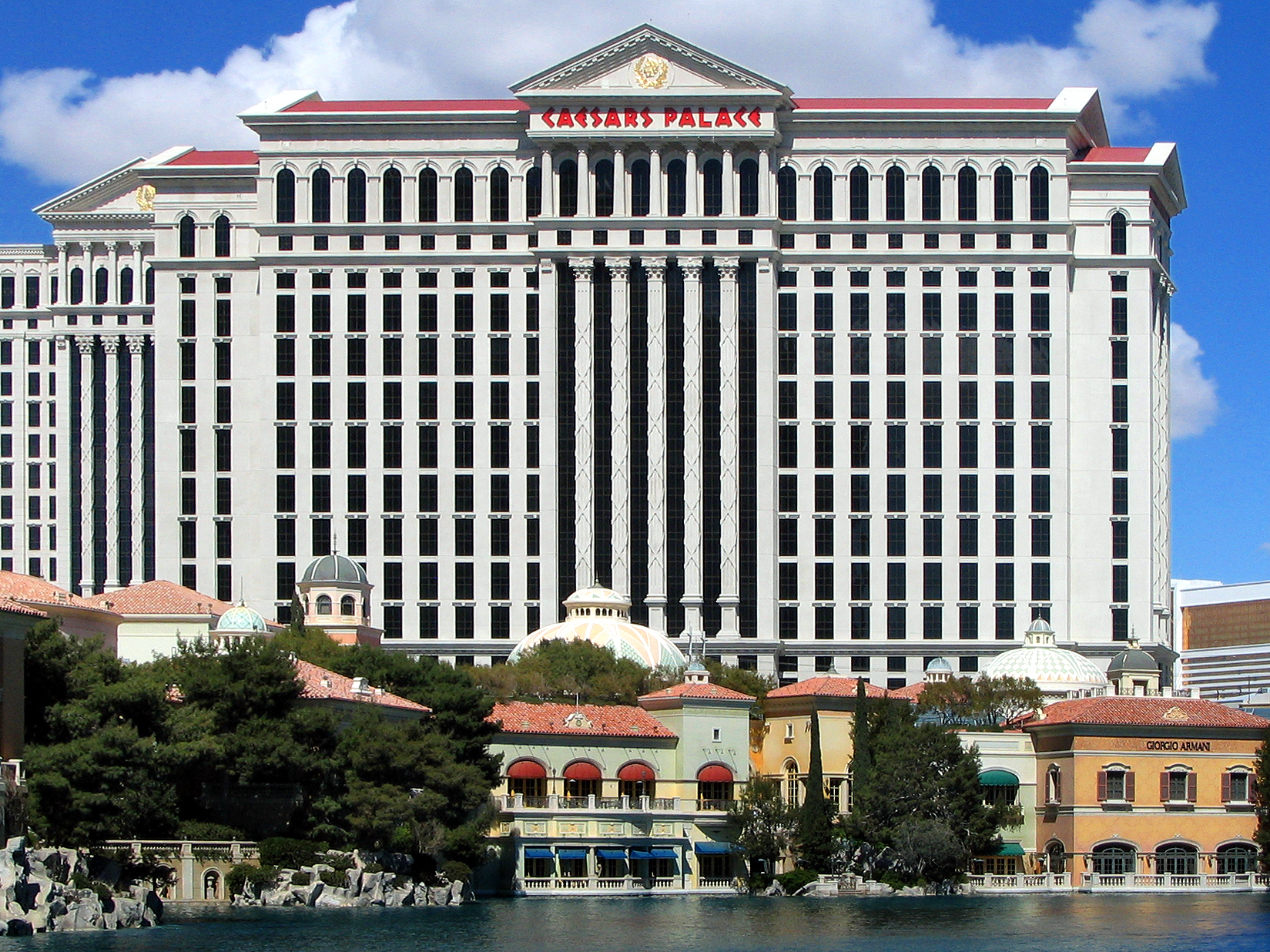
El proyecto contemplaba un casino Caesars Palace de 10.000 m², pero no se llevó a cabo.

- Un hotel de cinco estrellas con 812 habitaciones.
- Un casino Caesars Palace de 10.000 metros cuadrados, promocionado como "el más grande de Europa".
- Un teatro inspirado en el del Caesars Palace de Las Vegas, con aforo para 3.000 espectadores.
- Un spa de 3.500 metros cuadrados con baños romanos.
- Un paseo con centro comercial de lujo.
- Un centro de convenciones de 7.500 metros cuadrados.
- Zonas de restauración gourmet con Ferrán Adriá como asesor gastronómico.

### Bosque Horai Hotel & Spa
- Un hotel-balneario de cinco estrellas con 280 habitaciones, inspirado en la arquitectura tradicional japonesa (ryokan).
- Un área de tratamiento spa de más de 7.000 metros cuadrados.
- Gimnasio y programas de desarrollo.
- Un auditorio para eventos empresariales de 1.100 metros cuadrados.
- Zonas de restauración.

### El Reino Golf
El Reino Golf fue una de las pocas obras proyectadas que se comenzó a construir, aunque no se terminó. El proyecto original contemplaba un centro de prácticas y aprendizaje, el campo de nueve hoyos "La Academia", los dos campos de dieciocho hoyos "Valcansado" y "El Río" (este último diseñado por José María Olazábal), una casa club y un hotel entre cuatro y cinco estrellas. Solo se acabó el campo de nueve hoyos.

### Complejo residencial
El complejo residencial de El Reino de Don Quijote contemplaba la creación de más de 2.000 viviendas a corto plazo, de las cuales un 20% serían de protección oficial, en un entorno que aspiraba a absorber el crecimiento demográfico que atravesaría Ciudad Real. Según la empresa responsable, el proceso de desarrollo cumplía todos los requisitos medioambientales y contemplaba la creación de instalaciones y servicios como colegios, zonas comerciales, servicios sanitarios y transporte público.

## Controversia
La puesta en marcha del proyecto fue criticada por varias asociaciones. Ecologistas en Acción presentó alegaciones al Plan de Actuación Urbanística que permitió el inicio de las obras, al asegurar que afectaría «muy negativamente al medio ambiente y a los recursos naturales de la zona», supondría el «despilfarro de agua y recursos naturales muy escasos», en referencia a los campos de golf, y el casino «degradará seriamente la vida de la ciudad». Además, el partido político Izquierda Unida lo definió como un «pelotazo urbanístico de proporciones descomunales».
Por el contrario, la Junta de Comunidades de Castilla-La Mancha, la alcaldía de Ciudad Real y las federaciones regionales del Partido Socialista y del Partido Popular en la provincia le garantizaron su apoyo, al declararlo "de interés general" para la creación de empleos y el desarrollo de la zona. Incluso en 2011, antes de la quiebra de Gedeco Avantis, reafirmaron su «compromiso en este proyecto que ha condicionado, incluso, el documento de avance del Plan de Ordenación Municipal de Ciudad Real».
Con el agravamiento de la crisis económica en Castilla-La Mancha y la falta de soluciones para El Reino de Don Quijote, su situación saltó al plano político regional. El Partido Popular pidió explicaciones al entonces presidente castellanomanchego, José María Barreda, al considerar que el complejo de ocio «está en el origen de la quiebra de Caja Castilla-La Mancha», intervenida por el Banco de España en 2009, y que «se ha invertido con el dinero de los demás».